# Фёдоров, Игорь Викторович
Игорь Викторович Фёдоров (род. 15 марта 1981, Кокчетав) — российский хоккеист, защитник. Тренер.

## Биография
Воспитанник детско-юношеской хоккейной школы Караганды, тренеры Алексей Огай, Валерий Ледюков. Начинал играть в России за «Нефтехимик-2» Нижнекамск (1997/98 — 2000/01), в сезоне 1999/2000 провёл пять матчей за «Нефтехимик» в чемпионате России. выступал в низших российских лигах за «Нефтяник» Лениногорск (2000/01 — 2001/02), «Нефтяник» Альметьевск (2002/03) и «Липецк» (2002/03), «Воронеж» и «Зауралье» (2003/04). Сезон 2004/05 начал в казахстанском клубе «Казахмыс» Караганда, затем перешёл в «Нефтяник» Лениногорск. Сезон 2005/06 провёл в барнаульском «Моторе». В сезонах 2006/07 — 2009/10 играл за белорусский «Металлург» Жлобин, после чего завершил карьеру из-за травмы.
Главный тренер команды «Сарыарка-2» (2012/13), следующие два сезона — тренер в этом клубе, сменившем название на «Беркут». В сезоне 2015/16 был тренером клубов ВХЛ «Кристалл» Саратов и МХЛ «Сахалинские акулы». Начальник команды ВХЛ «Ариада» Волжск (2016/17). С сезона 2017/18 — тренер команды МХЛ «Реактор» Нижнекамск, с сезона 2022/23 — главный тренер.